# Альфред Грей
Альфред Грей (22 жовтня 1939 — 27 жовтня 1998) — американський математик, основною сферою діяльності якого була диференціальна геометрія. Він також вніс відчутний внесок в теорію комплексних змінних і диференціальних рівнянь.

## Життєпис
Альфред Грей народився 22 жовтня 1939 року в Далласі, Техас. Після закінчення Канзаського університету, де він навчався на математичному факультеті, він вступив до Каліфорнійського університету в Лос-Анджелесі, де в 1964 році отримав ступінь доктора філософії. Потім він працював 4 роки в Каліфорнійському університеті в Берклі. У цей період він познайомився з Мері Грей, математиком, і одружився з нею. З 1970 по 1998 рік проф. Альфред Грей працював в Мерілендському університеті в Коледж-Парку. Проф. А. Грей помер в Більбао 27 жовтня 1998 року близько 4 години ранку від серцевого нападу під час роботи зі студентами.